# Forum internazionale dei trasporti

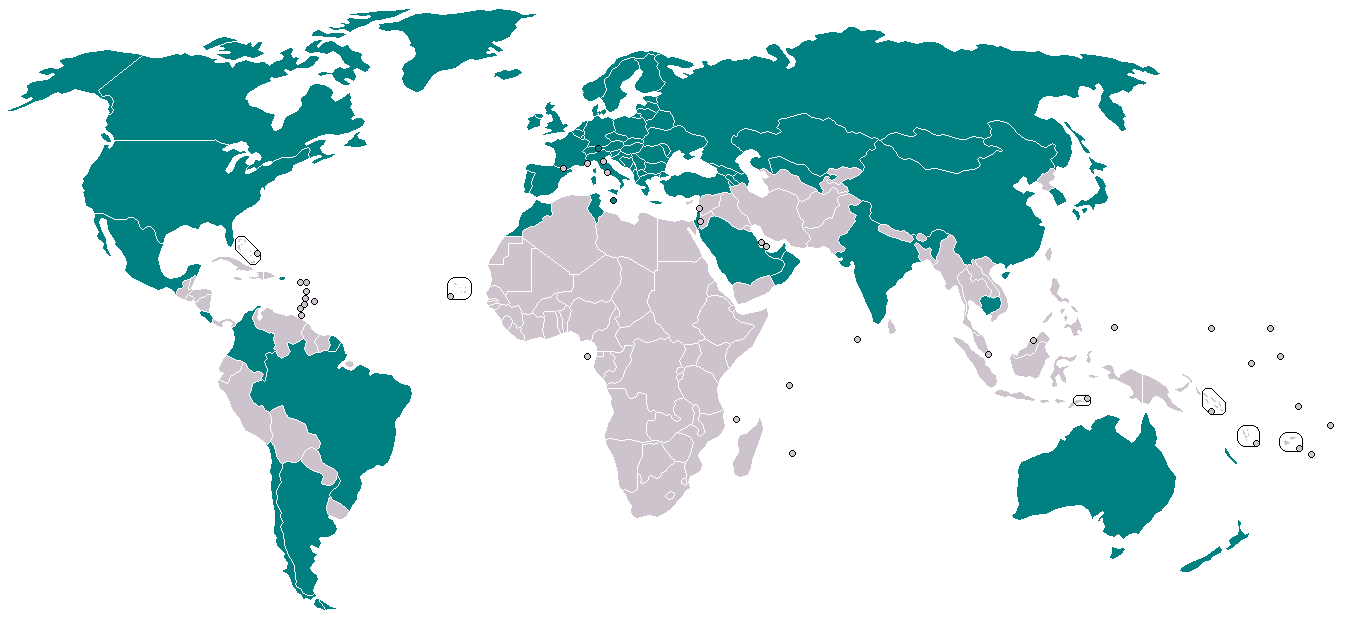
Paesi del Forum internazionale dei trasporti (2019)

Il Forum internazionale dei trasporti, sigla FIT (International Transport Forum, ITF), è un'organizzazione intergovernativa che fa parte del sistema Organizzazione per la cooperazione e lo sviluppo economico (OCSE). È l'unico organismo globale con un mandato per tutte le modalità di trasporto (pedonale, ciclistico, stradale, ferroviario, marittimo, aereo), con le funzioni di centro studi per le questioni relative alla politica dei trasporti e organizza il vertice annuale dei ministri dei trasporti.

## Storia
Il 13-17 ottobre 1953 si riunì a Bruxelles la Conferenza europea dei ministri dei trasporti (CEMT) di 16 paesi europei che sottoscrissero un protocollo «per coordinare e razionalizzare i trasporti interni europei di interesse internazionale», e la cui sede venne stabilita a Parigi presso l'Organizzazione per la cooperazione economica europea (OECE).
La Conferenza europea dei ministri dei trasporti tenuta a Dublino il 17-18 maggio 2006 decise la fondazione del Forum internazionale dei trasporti, trasformando la Conferenza in un'organizzazione mondiale, accogliendo anche i paesi associati  (Australia, Canada, Giappone, Corea del Sud, Messico, Nuova Zelanda, Stati Uniti), in considerazione «del ruolo dei trasporti come chiave di crescita economica e del loro impatto sulle dimensioni ambientali e sociali della sostenibilità».
Il 13 marzo 2013 il Consiglio di gestione dei trasporti (TMB) ha approvato le nuove Regole di gestione in sostituzione di quelle adottate nel 2008. Al Vertice del 2014 il Consiglio dei ministri dei trasporti ha adottato la Dichiazione di rinnovo del mandato al Forum internazionale dei trasporti.

## Finalità
Il Forum internazionale dei trasporti ha l'obiettivo di gestire l'agenda globale della politica dei trasporti e di contribuire allo sviluppo sostenibile, alla prosperità, all'inclusione sociale e alla protezione della vita umana e del benessere; di facilitare lo scambio di informazioni a livello internazionale e migliorare la capacità di prendere decisioni nei paesi membri.
Nel suo ruolo di centro studi, il Forum fornisce ai responsabili politici e alla comunità globale dei trasporti approfondimenti su questioni di politica dei trasporti basati sulle prove.
Il suo lavoro è sostenuto dalla ricerca economica, dalla raccolta di statistiche e dall'analisi politica svolta dal suo Centro di ricerca interno, spesso in collaborazione con ricercatori del mondo accademico, delle imprese e dei governi.
Il programma di lavoro del Centro di ricerca si concentra, tra gli altri, su sostenibilità ambientale, sicurezza stradale, efficienza, logistica, congestione del traffico e infrastrutture.

## Stati membri
Gli Stati membri del Forum sono 63 e rappresentano il 60% della popolazione del pianeta e l'85% del PIL mondiale. Ultima in ordine di tempo ad aderire è stata la Colombia.
- Albania
- Argentina
- Armenia
- Australia
- Austria
- Azerbaigian
- Belgio
- Bielorussia
- Bosnia ed Erzegovina
- Bulgaria
- Canada
- Rep. Ceca
- Cile
- Cina
- Colombia
- Corea del Sud
- Croazia
- Danimarca
- Emirati Arabi Uniti
- Estonia
- Finlandia
- Francia
- Georgia
- Germania
- Giappone
- Grecia
- India
- Irlanda
- Islanda
- Israele
- Italia
- Kazakistan
- Lettonia
- Liechtenstein
- Lituania
- Lussemburgo
- Macedonia del Nord
- Malta
- Marocco
- Messico
- Moldavia
- Mongolia
- Montenegro
- Norvegia
- Nuova Zelanda
- Paesi Bassi
- Polonia
- Portogallo
- Regno Unito
- Romania
- Russia
- Serbia
- Slovacchia
- Slovenia
- Spagna
- Stati Uniti
- Svezia
- Svizzera
- Tunisia
- Turchia
- Ucraina
- Ungheria
- Uzbekistan

## Organizzazione
Il Forum internazionale dei trasporti è integrato amministrativamente nell'Organizzazione per la cooperazione e lo sviluppo economico ma è politicamente autonomo e dispone di una propria struttura di governo. Non tutti i paesi membri del Forum sono anche membri dell'OCSE.
Il maggiore organo decisionale del Forum è il Consiglio dei ministri dei trasporti, che riunisce i ministri dei paesi membri responsabili dei trasporti nella sessione ministeriale che si tiene durante il vertice annuale nel maggio di ogni anno. La presidenza del Forum ruota annualmente tra i paesi membri, alternandosi tra un paese europeo e uno non europeo. La presidenza ha un ruolo guida nell'organizzazione del Vertice annuale che si svolge durante il suo mandato. Il presidente è assistito da due vicepresidenti.
Il Consiglio di gestione dei trasporti (TMB) orienta i lavori del Forum. È composto da rappresentanti dei paesi membri e si riunisce almeno due volte all'anno.
Per la preparazione del Vertice annuale, la presidenza è aiutata da una piccola unità operativa composta da membri del TMB. Nel preparare il vertice, l'unità operativa può avvalersi del Centro di ricerca, di gruppi per i progetti speciali appositamente costituiti e di reti strategiche, nonché di consultazioni con le parti interessate.
Il Comitato di recerca sui trasporti (TRC) è composto da rappresentanti dei ministeri dei trasporti e delle agenzie di ricerca dei paesi membri, supervisiona le attività di ricerca del Forum e predispone il programma biennale di lavoro.
Il Segretariato del Forum internazionale dei trasporti ha sede presso l'OCSE a Parigi, è diretto dal Segretario generale e comprende i seguenti servizi: Ricerca e analisi politica, Relazioni istituzionali e vertice, Analisi politica quantitativa e previsioni, Comunicazioni.
Il Gruppo di trasporto su strada (RTG) gestisce la quota multilaterale per le licenze di trasporto merci europee, supervisiona la distribuzione delle licenze da parte dei paesi membri e vigila sul rispetto delle regole di funzionamento delle quote.
Il Consiglio di partenariato d'impresa (CPB) è la piattaforma del Forum per il dialogo con le imprese. Creato nel 2013 per ampliare le discussioni sulle politiche globali attraverso la prospettiva del settore privato, riunisce aziende con una chiara visuale internazionale nelle loro attività e che svolgono un ruolo attivo nel campo dei trasporti e dei settori correlati.

## Progetti

### Decarbonizzazione
L'iniziativa decarbonizzazione dei trasporti promuove la mobilità a emissioni zero per favorire il cambiamento climatico e fornisce gli strumenti per selezionare le misure di mitigazione della CO₂.
Il cambiamento climatico coinvolge la vita in tutto il mondo. L'aumento delle temperature causa precipitazioni violente, l'innalzamento del livello degli oceani minaccia le zone costiere, i fenomeni meteorologici sempre più estremi portano a gravi sconvolgimenti.
Il cambiamento climatico non può essere fermato senza decarbonizzare i trasporti. I trasporti emettono circa il 23% della CO₂ che alimenta il riscaldamento globale; senza un'azione immediata, la sua quota potrebbe raggiungere il 40% entro il 2030. Le emissioni dei trasporti sono cresciute più rapidamente di qualsiasi altro settore negli ultimi 50 anni. Poiché la domanda di trasporti continuerà a crescere massicciamente nei prossimi decenni, le emissioni di CO₂ delle attività di trasporto potrebbero aumentare del 60% entro il 2050. Il settore dei trasporti, dipendendo per il 92% dal petrolio, è particolarmente difficile da decarbonizzare.

### Digitalizzazione
La presidenza del G20 ha chiesto al Forum internazionale dei trasporti di fornire una relazione per l'incontro ministeriale del luglio 2020, su come sfruttare la tecnologia digitale e i dati per le città intelligenti incentrate sull'uomo, in particolare per la mobilità intelligente.
Il digitale sta guidando l'innovazione dei trasporti nel 21º secolo. I responsabili politici desiderano perseguire le opportunità migliori per i trasporti provenienti da smartphone, guida automatizzata o tecnologia blockchain. Il lavoro del Forum sulla dimensione digitale dei trasporti aiuta i governi a individuare le opportunità e identificare gli aspetti negativi.

### Protezione e sicurezza
La massima priorità del Forum è di aiutare i governi a mantenere gli utenti sicuri e protetti.
Il Forum internazionale dei trasporti ha pubblicato dodici rapporti sulla sicurezza stradale nel triennio 2018-20, in media uno ogni trimestre. Gli argomenti spaziano da problemi classici come il ruolo della velocità o dell'alcol nel causare incidenti, ad argomenti emergenti come i veicoli a guida autonoma sicuri, il ruolo della digitalizzazione per la sicurezza stradale o la sicurezza dei monopattini elettrici.
Il rapporto annuale sulla sicurezza stradale viene preparato dall'IRTAD (International Traffic Safety Data and Analysis Group), il gruppo di lavoro permanente del Forum sulla sicurezza stradale, che presenta un rapporto globale e rapporti specifici per ogni paese aderente all'IRTAD (per l'Italia il rapporto 2020).

### Connettività
Una buona infrastruttura di trasporto e servizi di mobilità efficienti portano le persone a destinazione e le merci ai mercati; la connettività offerta dai trasporti amplia gli orizzonti e apre opportunità; costruisce comunità più forti e ne espande la portata. Il progetto di connettività del Forum analizza come rafforzare i collegamenti in tutto il mondo, tra paesi, da città a città, attraversa le città, per la mobilità rurale.

### Accesso e inclusione
Raramente l'accessibilità è un criterio nella valutazione dei progetti di trasporto, che di solito si concentrano su connettività, tempo di viaggio o sicurezza.
Il trasporto non è fine a se stesso, è un mezzo per fornire a ogni cittadino accesso ai posti di lavoro, scuole, ospedali e altri servizi essenziali. Garantire l'accesso per tutti è una delle chiavi per costruire società eque e inclusive che non lasciano indietro nessuno.

### Parità di genere
Le donne costituiscono la metà della popolazione mondiale, eppure sono spesso limitate nell'uso dei trasporti da politiche e servizi che non sono neutrali rispetto al genere e sono prevenuti nei loro confronti. Le modalità di viaggio delle donne sono più complesse di quelle degli uomini, con più viaggi, per lo più brevi, che utilizzano servizi diversi, in diversi momenti della giornata, coinvolgendo spesso i bambini. Pertanto, le soluzioni di trasporto adatte agli uomini – che tendono a fare pochi viaggi a orari prestabiliti e spesso da soli – non funzionano necessariamente per le donne che utilizzano i trasporti. Anche la sicurezza dei trasporti è una specifica questione di genere.
Nella forza lavoro dei trasporti, le donne sono decisamente sottorappresentate. Solo il 22% degli addetti ai trasporti nell'Unione Europea sono donne; nella regione Asia-Pacifico, le donne sono meno del 20%. Le donne sono particolarmente rare nei ruoli dirigenziali nei settori dei trasporti, della logistica e delle infrastrutture.

### La sfida della COVID-19
Quando la COVID-19 ha colpito e fermato i sistemi di trasporto, il Forum internazionale dei trasporti ha reagito concentrandosi nelle sue competenze: raccogliere informazioni pertinenti e fornire analisi basate sulle prove per supportare le decisioni politiche. Il sito web del Forum ha iniziato occuparsi di Covid-19 a partire dal 16 marzo 2020.
«Reagire, riavviare e ripensare: le città devono affrontare questa triplice sfida per continuare a fungere da catalizzatori per attività sociali ed economiche creative nonostante i nuovi impegni sanitari».

## Vertici del FIT
Ogni anno, a maggio, si tiene a Lipsia il vertice del Forum internazionale dei trasporti che riunisce i ministri dei trasporti dei paesi membri e dei paesi invitati, per discutere un tema specifico relativo ai trasporti, con i rappresentanti dell'industria, della società civile e della comunità della ricerca. Al termine dei lavori i ministri dei paesi membri del Forum rilasciano una dichiarazione ufficiale sulle politiche relative al tema del vertice.
| Nº  | Data                     | Sede            | Presidente                       | Argomento                                                               |
| --- | ------------------------ | --------------- | -------------------------------- | ----------------------------------------------------------------------- |
| 1º  | 28-30 maggio 2008        | Lipsia Germania | Anu Vehviläinen Finlandia        | La sfida del cambiamento climatico                                      |
| 2º  | 26-29 maggio 2009        | Lipsia          | Binali Yıldırım Turchia          | Trasporti per un'economia globale. Sfide e opportunità nella recessione |
| 3º  | 26-28 maggio 2010        | Lipsia          | Rob Merrifield Canada            | Trasporti e innovazione. Liberare il potenziale                         |
| 4º  | 25-27 maggio 2011        | Lipsia          | José Blanco López Spagna         | Trasporti per la società                                                |
| 5º  | 2-4 maggio 2012          | Lipsia          | Osamu Yoshida Giappone           | Trasporti senza interruzioni. Fare collegamenti                         |
| 6º  | 22-24 maggio 2013        | Lipsia          | Marit Arnstad Norvegia           | Finanziamento dei trasporti                                             |
| 7º  | 21-23 maggio 2014        | Lipsia          | Frédéric Cuvillier Francia       | Trasporti per un mondo che cambia                                       |
| 8º  | 27-29 maggio 2015        | Lipsia          | Simon Bridges Nuova Zelanda      | Trasporti, commercio e turismo                                          |
| 9º  | 18-20 maggio 2016        | Lipsia          | Hans Christian Schmidt Danimarca | Trasporti verdi e inclusivi                                             |
| 10º | 30 maggio-1º giugno 2017 | Lipsia          | Gerardo Ruiz Esparza Messico     | Gestione dei trasporti                                                  |
| 11º | 23-25 maggio 2018        | Lipsia          | Uldis Augulis Lettonia           | Sicurezza e protezione dei trasporti                                    |
| 12º | 22-24 maggio 2019        | Lipsia          | Jeong-ryeol Kim Corea del Sud    | La connettività dei trasporti per l'integrazione regionale              |
| 13º | 27-29 maggio 2020        |                 |                                  | rinviato per Pandemia di COVID-19                                       |
| 13º | 17-28 maggio 2021        | virtuale        | Eamon Ryan Irlanda               | Innovazione dei trasporti per lo sviluppo sostenibile                   |
| 14º | 18-20 maggio 2022        | Lipsia          | Marocco                          | Trasporti per società inclusive                                         |